# 梅爾喬島
梅爾喬島（Isla Melchor）是智利的島嶼，屬於喬諾斯群島的一部分，座標位置45°08′S 73°57′W / 45.133°S 73.950°W，東西端相距22英里，南北端相16英里，面積864平方公里，是該群島最大的島嶼，
45°08′S 73°57′W / 45.133°S 73.950°W